# Точка (диакритичен знак)
Вижте пояснителната страница за други значения на Точка.
Точката като диакритичен знак (виж латинска азбука) се среща в старобългарската азбука: буквата йота се пише без точка, с една точка, както и с две точки отгоре.
В арабския и еврейския шрифт точката се поставя над и под гласни, както и за различаване на подобно изглеждащи съгласни букви (нукуд). В европейските шрифтове освен при буквата i се среща в полския (ż/Ż), турския (i/İ), литовския (ġ/Ġ), както и в стария правопис на малтийския (ċ/Ċ) и ирландския (ė/Ė) шрифтове.
Точката се използва и при транслитерация на някои шрифтове, например деванагари.